# San Agustín, Guerrero
San Agustín är en ort i Mexiko.   Den ligger i kommunen Zapotitlán Tablas och delstaten Guerrero, i den sydöstra delen av landet, 220 km söder om huvudstaden Mexico City. San Agustín ligger 1 828 meter över havet och antalet invånare är 107.
Terrängen runt San Agustín är kuperad åt nordväst, men åt sydost är den bergig. Runt San Agustín är det ganska glesbefolkat, med 40 invånare per kvadratkilometer. Närmaste större samhälle är Xalpatlahuac, 18,6 km öster om San Agustín. I omgivningarna runt San Agustín växer huvudsakligen savannskog.